# イヴァン・シュニッチ
イヴァン・シュニッチ（Ivan Šunjić、1996年10月9日 - ）は、ボスニア・ヘルツェゴビナ・ゼニツァ出身のサッカー選手。ヘルタ・ベルリン所属。ポジションはMF。

## クラブ経歴
2013-14シーズンにNKディナモ・ザグレブでプロデビュー。
2016年2月10日、NKロコモティヴァ・ザグレブに移籍した。
2018-19シーズンにディナモ・ザグレブに復帰した。
2019年7月26日、バーミンガム・シティFCに5年契約で移籍した。8月3日のブレントフォードFC戦でデビュー。
2022年7月5日、ヘルタ・ベルリンに買取オプション付きのレンタル移籍。

## 代表経歴
2017年5月28日、メキシコ代表と戦うクロアチア代表に初招集され、この試合に出場した。